# Executor literário
Executor literário ou testamenteiro literário é, enquanto expressão jurídica, inexistente em muitos países, a pessoa que fica responsável pela publicação póstuma dos escritos de um escritor falecido.
O legado literário consiste principalmente nos direitos de autor e outros sobre a propriedade intelectual das obras já publicadas — tais como direitos cinematográficos (conversão de um texto em filme) ou de tradução para outros idiomas. Também pode incluir manuscritos originais de obras já publicadas, e que possuam potencial valor comercial; obras inéditas, terminadas ou inconclusas; e ainda ensaios ou documentos de valor literário intrínseco, tais como correspondências ou diários pessoais. Em termos de Academia é frequente o uso do termo alemão Nachlass para o legado de documentos.
Geralmente o próprio autor, em vida, quem elege seu executor literário. Como todo legado, passa para os herdeiros do autor, mas a administração da parte literária cabe ao executor, que tem implicações não meramente econômicas, uma vez que documentos privados podem revelar detalhes ou emprestar maior fiabilidade a uma biografia escrita por quem a eles teve acesso.

## Casos concretos
Exemplos de executores literários incluem Max Brod de Franz Kafka, Sir Edward Marsh de Rupert Brooke, Robert Baldwin Ross de Oscar Wilde, Robert Hayward Barlow de H. P. Lovecraft e Otto Nathan de Albert Einstein.
No caso de Kafka, se Brod tivesse cumprido a sua vontade expressa para que destruísse seus trabalhos, sua atual reputação seria inexistente. Mesmo quando Brod morreu, sua secretária manteve diversos documentos e papeis pessoais do escritor em segredo, sendo analisados apenas após a morte desta, aos 101 anos.
Um outro exemplo bastante notório foi o caso de Elisabeth Förster-Nietzsche executora da obra de Friedrich Nietzsche, onde ela teria usado de fraudes para adequar os escritos de seu irmão à ideologia nazi (fato este que é contestado por pensadores como Domenico Losurdo).
A escritora Marguerite Duras deixou, em testamento, seu último companheiro, Yann Andréa, como seu executor literário. A figura jurídica, contudo, inexiste no direito de França e a Justiça daquele país entendeu que a autora o nomeara seu "executor testamenteiro", com poderes de decidir também sobre o que poderia ou não ser publicado. Quando o filho de Duras, Jean Mascolo, publicou um livro de receitas compilados por sua mãe, Andréa embargou o livro e, apesar de já ter vendido 10 mil exemplares, foi interditada a publicação em 1999.